# گری گراث
گری گراث (انگلیسی: Gary Groth)(متولد ۱۹۵۴) ویرایشگر کتاب‌های کمیک، ناشر و منتقد آمریکایی و سردبیر ارشد د کامیکس جورنال است.